# Uncinia longifructus
Uncinia longifructus là loài thực vật có hoa trong họ Cói. Loài này được (Kük.) Petrie miêu tả khoa học đầu tiên năm 1919 publ. 1920.